# Racconti immorali
Racconti immorali (Contes Immoraux), noto anche come I racconti immorali di Borowczyk, è un film erotico a episodi del 1974, diretto da Walerian Borowczyk.

## Trama
Primo episodio: La marea 

Basato sul racconto omonimo di André Pieyre de Mandiargues, d'ambientazione contemporanea, contenuto nell'antologia Mascarets. Su una spiaggia normanna, il ventenne André inizia la cugina sedicenne Julie al sesso orale, facendo coincidere il ritmo con quello delle onde.
Secondo episodio: Thérèse Philosophe 

La Gazzetta della Domenica, 10 luglio 1890: «Gli abitanti della nostra regione chiedono la beatificazione di Thérèse H., la pia fanciulla vergognosamente violentata da un vagabondo».
La pia e religiosa Thérèse viene rinchiusa per castigo dalla governante in un ripostiglio: qui la giovane scopre il piacere solitario, grazie anche alla lettura del romanzo erotico Thérèse philosophe, che dà il titolo all'episodio. Una volta uscita dal ripostiglio viene violentata dal vagabondo.
Terzo episodio: Erzsébet Báthory 

Nel 1610, la contessa Erzsébet Báthory, accompagnata dal paggio Istvan, visita i villaggi intorno al suo castello e preleva giovani donne con le quali poi organizza orge e sacrifici di sangue, nel quale si bagna, convinta che abbia proprietà rigeneratrici. Alla fine viene arrestata dalle guardie reali, come avvenne nella realtà storica.
Quarto episodio: Lucrezia Borgia 

Nel 1498, Lucrezia Borgia, col marito Giovanni Sforza, fa visita al padre, Papa Alessandro VI, e al fratello, cardinale Cesare Borgia, intrattenendo rapporti incestuosi con entrambi, mentre il frate domenicano Girolamo Savonarola denuncia la vita dissoluta dell'ambiente ecclesiastico.

## Distribuzione

### Edizione italiana
Il film uscì nelle sale italiane profondamente manipolato da interventi censori. Infatti gli fu rifiutato in prima (3 ottobre 1975) e seconda (29 novembre 1975) istanza il visto di censura. L'anno successivo (febbraio 1976) fu ripresentato con alcune modifiche e il titolo I racconti immorali di Borowczyk. L'ordine degli episodi era stato modificato così:
1. Parte cortometraggio Collezione Particolare
2. Episodio Teresa Filosofa
3. Parte cortometraggio Collezione Particolare
4. Episodio Erzsébet Báthory
5. Episodio La Marea
6. Parte cortometraggio Collezione Particolare
7. Episodio Lucrezia Borgia

Oltre al cortometraggio Collezione Particolare, che doveva contribuire a "spezzare" e attenuare certe sequenze, era stato aggiunto un commento ironico e demistificatorio a cura di Giuseppe Berto ed erano state tagliate o alleggerite varie sequenze (13 minuti tagliati in totale). Nonostante i tagli e le modifiche, il 9 maggio 1977 la Corte d'Appello di Roma fece sequestrare il film. Il sequestro fu revocato il 10 aprile 1978 con un'ordinanza del Tribunale di Latina.